# Операция Мюнхен
Операция „Мюнхен“ е кодово название на настъпателната операция на румънски и германски войски срещу Съветския съюз, проведена през юли 1941 г. на територията на днешна Молдова и част от Западна Украйна. Това е едно от пограничните сражения в началния период на Германо-съветската война, част от Втората световна война. В руската историография то е известно и като „Отбранителна операция в Молдавия“. С помощта на Нацистка Германия Румъния отвоюва областите Бесарабия и Северна Буковина, които е отстъпила година по-рано под военно-дипломатически натиск на СССР.

## Предистория
Румъния завзема Бесарабия (от Русия) и Северна Буковина (от Австро-Унгария) в края на Първата световна война. СССР си връща двете области през юни 1940 г. чрез военно-дипломатически натиск срещу Букурещ. Година по-късно Румъния се включва във войната срещу Съветския съюз на страната на Германия, за да си върне отнетите територии.

## Планове и сили на противниците
В плановете на германското командване за разгром на Съветския съюз настъплението през Бесарабия има второстепенно значение. Главният удар на група армии „Юг“, която действа по направление към Киев и Кавказ, е насочен срещу съветската отбрана в Западна Украйна, северно от Лвов. Войските на южния фланг на групата армии (11-а германска, 3-та и 4-та румънска армия) изчакват на позициите си по протежение на десния бряг на река Прут в продължение на десет дни след началото на бойните действия на север на 22 юни 1941 г. Тази групировка е наречена група армии „Антонеску“. 67 на сто от състава ѝ са румънци. Формално командването е поверено на румънския диктатор Йон Антонеску, а всъщност – на германския генерал Ойген фон Шоберт. Групировката е подготвена за два варианта за действие. В случай че заради развитието на бойните действия в северозападна Украйна подтикне съветските войски решат да отстъпят сами на изток (за да се предпазят от обкръжение от север) е предвидена операция „Нахщос“ (на немски: Nachstoß – „преследване“, „удар в гръб“), която трябва да възпрепятства планомерното оттегляне на противника. За случай че Червената армия се задържи на река Прут повече от седмица, Шоберт подготвя план за настъпление под кодовото име „Мюнхен“. Той предвижда форсиране на Прут в две основни направления – от Яш към Белци (северно от Кишинев) и по на север, от Стефанещи към Могильов-Подолски (на река Днестър). Впоследствие настъплението трябва да продължи в общо направление към Виница, където 11-а германска армия начело с Шоберт трябва да се съедини със 17-а армия от левия фланг на група армии „Юг“ и да затвори в обръч съветските войски в Западна Украйна. Това настъпление трябва да бъде подсигурено от 3-та румънска армия, която е оперативно подчинена на Шоберт и действа в Северна Буковина. 4-та румънска армия начело с генерал-лейтенант Николае Чуперка остава самостоятелна. От позициите си по долното течение на Прут и в Северна Добруджа тя трябва да води демонстративни действия по посока Кишинев, за да отвлича вниманието на съветското командване далеч от направлението на главните удари.
Междуречието на Прут и Днестър се отбранява от съветския Южен фронт, съставен първоначално от две армии (9-а и 18-а), които отстъпват на немско-румънската групировка по брой на войниците, но я превъзхождат по танкове (в съотношение 12,8:1) и авиация. 9-а армия (генерал Яков Черевиченко) отбранява Кишинев и Южна Бесарабия. В хода на отбранителната операция (на 6 юли) от нейния краен южен фланг (до Дунавската делта) е отделена Приморска армия (начело с генерал Чибисов). 18-а армия е разположена на десния фланг на Южния фронт (около Каменец и Могильов-Подолски). Подведен от погрешни разузнавателни данни, командващият фронта армейски генерал Иван Тюленев счита, че, за да прекъсне пътя за отстъпление на съветските войски от Лвов, Шоберт ще настъпи на север, през Каменец-Подолски към град Ровно, а не на североизток към Виница. Затова основните съветски сили (шест пехотни дивизии и един механизиран корпус) са разположени далеч на север от Кишинев, а в полосата на основния удар немците придобиват значително превъзходство.

## Германско-румънско настъпление през Прут (2 – 10 юли)
Началото на операция „Мюнхен“ е дадено на 2 юли. Докато части на 3-та румънска армия (генерал-лейтенант Петре Думитреску) навлизат в Северна Буковина, 11-а германска армия (която е съставена от десет немски и румънски пехотни дивизии, една румънска бронирана дивизия и две румънски кавалерийски бригади) настъпва към Могильов-Подолски и Белци и за два дни напредва 40 километра почти без противодействие от дезориентираната съветска авиация. Бързото настъпление на германците срещу десния фланг на съветската 9-а армия осуетява контраудара на съветския 2-ри механизиран корпус на подстъпите към Белци. Корпусът е принуден да води отбранителни боеве, защото районът, набелязан за съсредоточаването му, е вече зает от германски войски. Оставени без достатъчна пехотна и артилерийска поддръжка, съветските танкове (повечето леки тип БТ-7) търпят тежки загуби от противотанковата артилерия на 22-ра немска дивизия.
По същото време Южният фронт е отслабен значително заради разместването на войски, наложено от бързото напредване на немците към Москва. След пораженията при Бялисток и Минск в края на юни, Ставката на съветското главно командване привлича подкрепления от Украйна, за да затвори пътя на немската група армии „Център“ към Смоленск. За да не допусне отслабване на отбраната на киевското направление, Ставката прехвърля тук два механизирани и един стрелкови корпус заедно със значителна артилерия от Южния фронт.
На 5 юли генерал Тюленев дава заповед на войските си да се оттеглят на източния бряг на река Днестър, който е укрепен по-добре от линията на Прут. Така командващият на Южния фронт иска да се подсигури, защото надценява значително мощта на групата армии „Антонеску“. Въз основа на неверни данни от въздушното разузнаване генерал Тюленев смята, че противникът разполага с 960 танка, а реално срещу Южния фронт воюват общо 60 танка от румънската бронирана бригада.
Два дни по-късно (7 юли) Ставката отменя заповедта за отстъпление. Според новата директива 9-а армия трябва да си върне отстъпените позиции на река Прут, като плацдарм за евентуално контранастъпление в Румъния. Поради неуспешното за Червената армия танково сражение при Дубно, в резултат на което германската 1-ва танкова група завзема Ровно, десният фланг на Южния фронт е изложен на риск. Затова в заповедта си от 7 юли Ставката потвърждава изтеглянето на 18-а армия през Днестър.
На 5 – 7 юли, докато командването на Южния фронт и Ставката дават противоречиви заповеди, немците успяват да напреднат на 100 километра източно от Прут. Между 8 и 10 юли генерал Черевиченко контраатакува със силите на 2-ри механизиран корпус, подкрепен от пехота и кавалерия. В резултат на съветската активна отбрана румънското настъпление към Кишинев е временно спряно. Напредването на немската 11-а армия също е временно спряно на Днестър (срещу Могильов-Подолски) поради понесените загуби и логистични проблеми.

## Съветско отстъпление зад Днестър (11 – 26 юли)
На 16 юли румънските войски превземат Кишинев. Два дни по-късно съветското командване се отказва от плановете за връщане на града – след пробива на германските войски на съветските укрепления при Бердичев положението на съветските сили в Украйна става критично и Ставката нарежда на Южния фронт да се изтегли на левия бряг на Днестър. До 26 юли всички съветски войски (включително и Приморската армия) успяват да сторят това с незначителни загуби, тъй като не са преследвани активно от румънците.
С успешното приключване на операция „Мюнхен“ румънските цели във войната са изпълнени. Въпреки това по настояване на Германия румънски войски продължават военните действия на изток и през август обсаждат Одеса. По-късно (1941 – 44 г.) те вземат участие в сраженията за Крим, Кавказ и Сталинград.
При овладяването на Северна Буковина и Бесарабия румънските войски губят 22 хиляди души. Съветските войски губят 18 хиляди. Бесарабия е отвоювана от Червената армия през август 1944 г. в резултат на Яшко-Кишиневската операция.